# 4,4'-二苯醚二甲酸铕
4,4'-二苯醚二甲酸铕是一种铕的羧酸盐，化学式为Eu2(C14H8O5)3，为无色晶体。它的五水合物可由4,4'-二苯醚二甲酸钠和氯化铕于160 °C水热反应得到。它在紫外光激发下发出红光。其碱式盐[Eu5(C14H8O5)7(OH)(H2O)2]x·0.5xH2O是已知的。